# 拉拉屯站
拉拉屯站是一个沟海线上的铁路车站，位于辽宁省盘山县古城子乡，建于1970年，目前为四等站，邮政编码为124119。目前客运：办理旅客乘降；行李、包裹托运；货运：办理整车货物发到。